# نادي التحدي
نادي التحدي الرياضي هو أحد أندية كرة القدم في ليبيا، يقع مقر النادي في منطقة الصابري في مدينة بنغازي. ويعتبر التحدي هو أول فريق ليبي يتحصل على البطولة من خارج طرابلس، أول فريق من اقليم برقه يتحصل علي دوري حيث اتجه باللقب ولأول مرة لمدينة بنغازي، وهو أيضا أول نادي ليبي يتحصل على الكأس الممتازة وذلك عام1997، بعدما حقق التحدي البطولة في ذات العام 1997 بعدما فاز على المحلة 2-0. وكاس السوبر بفوز علي نادي النصر بهدفين لهدف.

## إنجازاته
- الدوري الليبي لكرة القدم 
  - عام : 1967، 1977، 1997
  - وصل للمبارة النهائية في الدوري عام : 2001
  - ترتيب ثالت بطوله1998
- كأس الفاتح
  - وصل لنهائي كأس الفاتح : 1999، 2001
- كأس الممتاز
  - عام : 1997 تفوق علي النصر ذهاب 1-0 والإياب 1.1

## الموسم الرياضي 2021-2022

### الفريق الأول
| - - حراسة المرمى - ليبيا 23 احمدعياد - ليبيا 20 حسين المجبري - ليبيا 1 زبير الفيتوري |  | - - الدفاع - ليبيا 12 طاهر البرعصي - ليبيا 3 أيمن اوريث - ليبيا 13 جمعه العبار - ليبيا 21 احمد الغرياني - ليبيا 28 عدنان |  | - - الوسط - ليبيا 8 عمربوخريص - ليبيا 18 امحمد القماطي - ليبيا 16 محمود علي - ليبيا 14 علاء الشامي - ليبيا 17 ونيس بن دردف |  | - - الهجوم - ليبيا 22 احمد مكاري - ليبيا 11 جلال الزوي - ليبيا 12 معتز البرغثي |

### القائد
- ليبيا طاهر البرعصي

### الطاقم الفني
| - ليبيا مدرب فريق أول سالم التاورغي |

## قائمة أفضل الهدافين في تاريخ النادي(خلال اخر 8 سنوات)
| الرقم | اللاعب                     | سنة  | العدد |
| ----- | -------------------------- | ---- | ----- |
| 1     | وليم دي سوزا               | 2008 | 20    |
| 2     | عبد الرازق الجليدي         | 2002 | 18    |
| 3     | اشرف معمر الساحلي          | 2001 | 14    |
| 4     | علي صالح الدرسي            | 2006 | 11    |
| 5     | إبراهيما الخليل            | 2006 | 7     |
| 6     | سعد عبد الحفيظ             | 2004 | 7     |
| 7     | أحمد بالقاسم               | 2007 | 4     |
| 8     | أيمن العوج                 | 2005 | 3     |
| 9     | سالم التاورغي وأحمد المصلي | 1998 | 13    |
| 10    | فرج ميلود                  | 1989 | 6     |
| 11    | ..................         | 0    |       |